# Kajgal-ool Chovalyg
Kajgal-ool Kim-oolovič Chovalyg (in russo Кайгал-оол Ким-оолович Ховалыг?; Tuva, 20 agosto 1960) è un cantante russo di origine tuvana e cofondatore del gruppo musicale folk Huun-Huur-Tu.

## Biografia
Cantante armonico autodidatta, Chovalyg ha lavorato come pastore sino all'età di 21. Ha cominciato la sua carriera quando fu invitato ad unirsi all'Orchestra di Stato Tuvana. Si è stabilito a Kyzyl ed ha cominciato ad insegnare il canto xöömej e l'igil. Nel 1993, dopo più di dieci anni nell'Orchestra di Stato, abbandonò per dedicarsi al gruppo da lui fondato, Huun-Huur-Tu.
Ha suonato e registrato con Tuva Ensemble, Vershki da Koreshki, World Groove Band e Volkov Trio.
La sua estensione vocale va dal tenore al basso; Chovalyg è particolarmente noto per la sua abilità nel canto xöömej e kargyraa.